# Бразилски агути
Бразилски агути (лат. Dasyprocta leporina) је сисар из реда глодара (Rodentia) и породице агутија (Dasyproctidae).

## Распрострањење
Ареал бразилског агутија обухвата већи број држава. Врста има станиште у Бразилу, Венецуели, Гвајани, Суринаму, Доминици, Тринидаду и Тобагу, Француској Гвајани, Гренади и Девичанским острвима.

## Станиште
Станиште врсте су шуме. 

## Угроженост
Ова врста је наведена као последња брига, јер има широко распрострањење и честа је врста.